# Apple A15
Apple A15 Bionic — 64-бітна система на кристалі на базі ARM, розроблена Apple Inc. Вона використовується в iPhone 13 та 13 Mini, iPhone 13 Pro та 13 Pro Max, а також iPad mini 6.

## Опис
Apple A15 Bionic оснащений 64-бітним шестиядерним процесором, розробленим Apple, що реалізує ARMv8 з двома високопродуктивними ядрами під назвою Avalanche та чотирма енергоефективними ядрами під назвою Blizzard.
A15 містить 15 мільярдів транзисторів і містить спеціальне обладнання нейронної мережі, яке Apple називає новим 16-ядерним Neural Engine. Neural Engine може виконувати 15,8 трильйона операцій за секунду, швидше, ніж 11 трильйонів операцій за секунду у A14. A15 також містить новий процесор зображення з покращеними обчислювальними можливостями фотографії.
A15 виробляється компанією TSMC за їхнім 5 нм техпроцесом другого покоління N5P.

## Графічний процесор
A15 інтегрує п'ятиядерний графічний процесор, розроблений Apple, для моделей iPad mini 6, iPhone 13 Pro та Pro Max, тоді як для iPhone 13 та 13 Mini 1 ядро графічного процесора вимкнено, що призводить до оснащення цих моделей чотирьохядерним графічним процесором.

## Продукти, де використовують Apple A15 Bionic
- iPhone 14 та 14 Plus – 6-ядерний центральний процесор і 5-ядерний графічний процесор
- iPhone 13 та 13 Mini – 6-ядерний центральний процесор і 4-ядерний графічний процесор
- iPhone 13 Pro та 13 Pro Max – 6-ядерний центральний процесор і 5-ядерний графічний процесор
- iPhone SE (3-го покоління) – 6-ядерний центральний процесор і 4-ядерний графічний процесор
- iPad mini (6-го покоління) – 5-ядерний графічний процесор; частоту центрального процесора зменшено з 3,23 ГГц до 2,92 ГГц [2]
- Apple TV 4K (3-го покоління) – 5-ядерний графічний процесор і 5-ядерний центральний процесор (з 1 вимкненим ефективним ядром центрального процесора)[6]